# Es ist dir gesagt, Mensch, was gut ist
Es ist dir gesagt, Mensch, was gut ist (in tedesco, "Ti è stato detto, uomo, ciò che è buono") BWV 45 è una cantata di Johann Sebastian Bach.

## Storia
La cantata Es ist dir gesagt, Mensch, was gut ist venne composta da Bach a Lipsia nel 1726 e fu eseguita per la prima volta l'11 agosto dello stesso anno in occasione dell'ottava domenica dopo la Trinità. Il libretto è tratto dal Libro di Michea, capitolo 6 versetto 8, per il primo movimento, dal vangelo secondo Matteo, capitolo 7 versetti 22-23, per il quarto, da una poesia di Johann Heermann per il settimo e da testi di autore sconosciuto per i rimanenti.

## Struttura
La cantata è scritta per contralto solista, tenore solista, basso solista, coro, violino I e II, flauto I e II, oboe I e II, viola e basso continuo ed è suddivisa in sette movimenti:
1. Coro: Es ist dir gesagt, Mensch, was gut ist, per tutti.
2. Recitativo: Der Höchste lässt mich seinen Willen wissen, per tenore e continuo.
3. Aria: Weiß ich Gottes Rechte, per tenore, archi e continuo.
4. Arioso: Es werden viele zu mir sagen an jenem Tage, per basso, archi e continuo.
5. Aria: Wer Gott bekennt, per contralto, flauti e continuo.
6. Recitativo: So wird denn Herz und Mund selbst von mir Richter sein, per contralto e continuo.
7. Corale: Gib, dass ich tu mit Fleiß, per tutti.